# Сидорова, Ираида Степановна
Ираида Степановна Сидорова (род. 1931) — российский акушер-гинеколог, академик РАН, заслуженный деятель науки, врач высшей квалификационной категории.

## Биография
Родилась 22 июня 1931 года в Ульяновске.
Окончила Второй Московский медицинский институт, клиническую ординатуру.
Прошла путь от практического врача акушера-гинеколога до заведующей кафедрой и директора клиники акушерства и гинекологии имени В. Ф. Снегирева (с 1989 года), сейчас — почетный заведующий той же кафедрой.
В 1999 году — избрана членом-корреспондентом РАМН.
В 2014 году — избрана членом-корреспондентом РАН (в рамках присоединения РАМН к РАН).
В 2016 году — избрана академиком РАН.

## Научная деятельность
Основные научные направления: изучение причины развития и патогенеза преэклампсии; ведение беременности и родов при миоме матки; профилактика перинатальных повреждений мозга плода; сочетанные заболевания матки, миома, аденомиоз, гиперплазия эндометрия).
Труды посвящены изучению причин и разработке методов профилактики и лечения акушерских кровотечений, патологии сократительной деятельности матки в родах и их коррекции с помощью простагландинов; разработке методических подходов к оценке антистрессовой устойчивости матери и плода. Ею создана новая концепция по этиологии гестоза, исследованы клинические и молекулярно-биологические особенности миомы матки, разработаны положения по ведению беременности и родов у больных с миомой матки.
Автор более 800 научных печатных работ, 40 монографий, книг, учебников, руководств, методических пособий и справочников.
Соавтор основных регламентирующих документов по подготовке квалифицированного врача акушера-гинеколога (Учебные унифицированные программы, Образовательный стандарт послевузовской профессиональной подготовки специалистов с высшим медицинским образованием по специальности «Акушерство и гинекология», тестовый контроль для квалификационного экзамена и др.).
Под её руководством защищено более 100 кандидатских и докторских диссертаций.

## Награды
- Заслуженный деятель науки Российской Федерации (21 февраля 1992) — за заслуги в научно-педагогической деятельности
- Заслуженный врач Российской Федерации
- Медаль ордена «За заслуги перед Отечеством» II степени[источник не указан 735 дней].